# Association sportive de Berck (handibasket)
L’AS Berck est l'équipe de handibasket de Berck. Elle a dominé les compétitions de basket-ball en fauteuil roulant en France et en Europe entre 1980 et le milieu des années 1990. C'est le club français le plus médaillé sur la scène européenne avec Meaux.
Après un creux depuis la fin des années 1990 et durant les années 2000, l'équipe remonte en Nationale B pour la saison 2013-14.

## Histoire
Berck a remporté dix fois consécutivement le titre de Champion de France en Nationale A (1re division nationale) entre 1982 et 1991, et cinq fois consécutivement la Coupe de France entre 1985 et 1989. L'équipe a réussi un triplé Coupe d'Europe - Championnat de France - Coupe de France trois fois (en 1985, 1986 et 1989).
De 1984 et 1992 (soit 9 saisons consécutives), l'équipe a réussi la performance de toujours participer à la finale de la Coupe d'Europe, empochant par la même occasion trois titres.

## Palmarès
International
- Coupe des clubs champions (Eurocup 1) :
  - 1982 :  Vice-champion d'Europe
  - 1984 :  Vice-champion d'Europe
  - 1985 :  Champion d'Europe
  - 1986 :  Champion d'Europe
  - 1987 :  Vice-champion d'Europe
  - 1988 :  Vice-champion d'Europe
  - 1989 :  Champion d'Europe
  - 1990 :  Vice-champion d'Europe
  - 1991 :  Vice-champion d'Europe
  - 1992 :  Vice-champion d'Europe
- Coupe André Vergauwen (EuroCup 2) :
  - 1997 :  3e place
  - 1998 :  3e place

National
- Champion de France Nationale 1A : 1982, 1983, 1984, 1985, 1986, 1987, 1988, 1989, 1990, 1991.
- Champion de France Nationale 2 : 2011.
- Coupe de France : 1985, 1986, 1987, 1988, 1989

## Joueurs célèbres ou marquants
- Éric Benault